# Boja Volea, Iavoriv
Boja Volea (în ucraineană Божа Воля) este un sat în comuna Svîdnîțea din raionul Iavoriv, regiunea Liov, Ucraina.

## Demografie
Componența lingvistică a localității Boja Volea
     Ucraineană (98,82%)
     Rusă (1,18%)
Conform recensământului din 2001, majoritatea populației localității Boja Volea era vorbitoare de ucraineană (98,82%), existând în minoritate și vorbitori de rusă (1,18%).